# Homecoming: The Live Album
Homecoming: The Live Album (estilizado em letras maiúsculas, ou como HΘMΣCΘMING: THE LIVE ALBUM) é o quinto álbum ao vivo da cantora americana Beyoncé, lançado em 17 de abril de 2019. Foi gravado em 14 e 21 de abril de 2018 durante as apresentações da cantora no Coachella Valley Music and Arts Festival em Indio, na Califórnia. Desde então, têm sido descrita como a participação mais "histórica" de um artista no evento por críticos musicais e meios de comunicação. Duas faixas bônus - um cover da música da banda Maze intitulada "Before I Let Go" e "I Been On" - seguem a gravação ao vivo, trazendo ao álbum a duração de cerca de duas horas.
O álbum acompanha o documentário Homecoming, lançado no mesmo dia no serviço de streaming Netflix. O documentário apresenta os bastidores e as performances de Beyoncé no festival. 

## Antecedentes e gravação

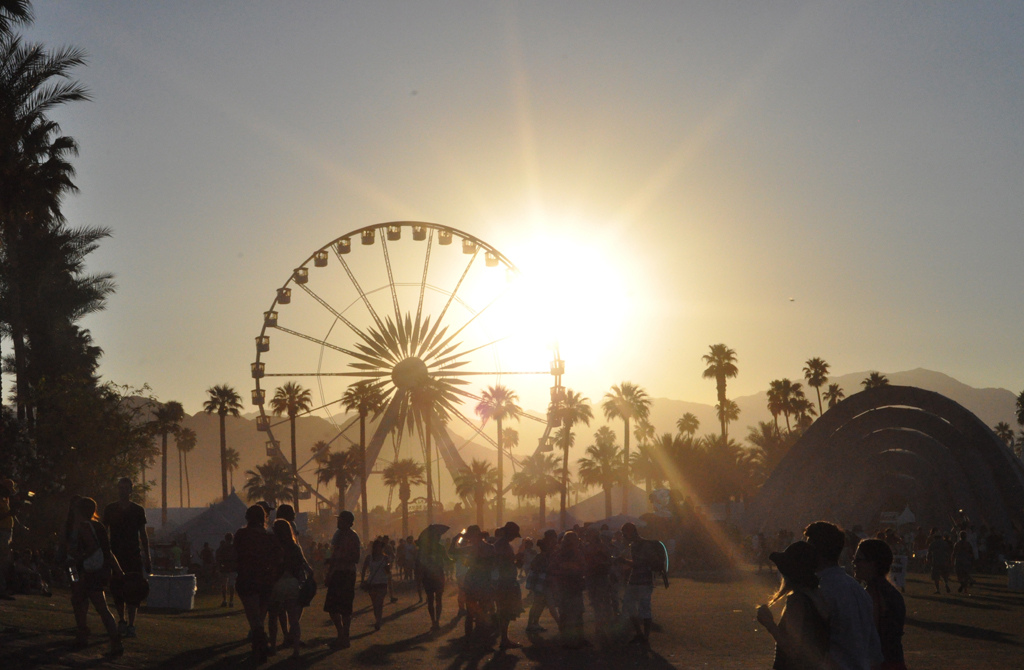
O sol se põe sobre o Coachella Valley Music and Arts Festival em 21 de abril de 2012, durante o segundo dia do segundo fim de semana do festival

Em 4 de janeiro de 2017, Beyoncé foi anunciada como uma atração principal para o festival Coachella de abril de 2017.  No entanto, em 23 de fevereiro de 2017, ela adiou sua apresentação para o ano seguinte, devido a preocupações do médico sobre sua gravidez com gêmeos (nascidos em junho de 2017).  Com as datas remarcadas em 2018, Beyoncé se tornou a primeira mulher negra a se apresentar no festival. Nos seus quase vinte anos de existência, o festival teve apenas duas outras mulheres se apresentando sozinhas, Lady Gaga (que substituiu Beyoncé em 2017) e Björk (2002 e 2007).  Mesmo antes da apresentação de Beyoncé, o apelido "Beychella" surgiu no festival de 2018. 
Nas apresentações de 14 e 21 de abril de 2018, cerca de 100 dançarinas, além de sua irmã Solange Knowles, seu marido Jay-Z e seu ex-grupo feminino Destiny's Child, se juntaram a Beyoncé no palco. Ela tocou um conjunto de 26 músicas para 125 mil pessoas nos shows, além de milhões assistindo pela transmissão ao vivo no YouTube e reprodução subsequente. O conjunto amostrou Malcolm X e Nina Simone, entre outros. O desempenho foi creditado como um forte tributo à experiência da HBCU.

## Lançamento
O álbum foi lançado em 17 de abril de 2019, para coincidir com o lançamento do Homecoming, um documentário sobre o set do Coachella que estreou na plataforma de streaming Netflix.

## Recepção
| Críticas profissionais | Críticas profissionais |
| Pontuações agregadas   | Pontuações agregadas   |
| Fonte                  | Avaliação              |
| ---------------------- | ---------------------- |
| Metacritic             | 98/100                 |
| Avaliações da crítica  |                        |
| Fonte                  | Avaliação              |
| AllMusic               | [ 19 ]                 |
| HipHopDX               | 4.8/5                  |
| Irish Examiner         | 10/10                  |
| Pitchfork              | 9.3/10                 |
| PopMatters             | [ 23 ]                 |
| Rolling Stone          | [ 24 ]                 |

Homecoming: The Live Album recebeu aplausos da crítica musical. O Metacritic atribuiu ao álbum uma pontuação média ponderada de 98, com base em 5 revisões, indicando "aclamação universal". 
Escrevendo para o Los Angeles Times, Sonaiya Kelley nomeou Homecoming: The Live Album "um dos maiores álbuns ao vivo de todos os tempos", com Makeda Easter acrescentando que o "álbum é um pedaço da história negra".  Bernadette Giacomazzo, do HipHopDX, chamou o álbum de "triunfo do som artístico", além de "pedra de toque cultural e, possivelmente, o álbum ao vivo de uma geração". Giacomazzo descreve que o que torna o álbum "tão clássico é que Beyoncé deixa claro" que ela é "Excelência Negra, personificada - e em sua performance, ela faz o público acreditar que eles também são personificados por Excelência Negra". 
Escrevendo para a Rolling Stone, Brittany Spanos descreveu o álbum como "triunfante" e "inspirador". Ela percebeu que o álbum ao vivo parecia uma coleção de hits de sucesso (reimaginada para se encaixar no tema de boas-vindas da faculdade e na banda marcial) devido à falta de conexão com qualquer álbum específico.  Em uma crítica para Pitchfork, Danielle Jackson elogiou o álbum como uma preservação "impressionante" da performance de Beyoncé no Coachella, elogiando seu foco em artistas negros históricos. Ela escreveu que a apresentação mostrou Beyoncé em seu auge vocal e físico, enquanto celebrava a "negritude diaspórica complexa". Ela também aplaudiu a mixagem e a engenharia do álbum e concluiu que a "colagem maravilhosa e arrebatadora" poderia servir como um dos álbuns mais importantes de Beyoncé.  O revisor do AllMusic, Neil Z. Yeung, teve sentimentos semelhantes, concluindo que "O Homecoming é uma aula de domínio técnico, satisfação da multidão e substância comovente. Canalizando o espírito da rainha africana Nefertiti (cuja imagem ela adotou para esse show), Beyoncé provou ser uma governante por direito próprio, dominando o Coachella por duas noites decisivas na carreira". como "um dos maiores álbuns ao vivo de todos os tempos", com Makeda Easter acrescentando que o "álbum é um pedaço da história negra".

## Desempenho comercial
Homecoming: The Live Album estreou no número sete na Billboard 200 dos EUA, com 38 mil unidades vendidas em apenas dois dias. É o oitavo álbum solo dos 10 melhores de Beyoncé nos EUA.  Na semana seguinte, subiu para o número quatro, com 57 mil unidades vendidas.   Após o lançamento do álbum, a versão em estúdio de "Before I Let Go" alcançou o número 17 na Tabela de vendas de músicas digitais da Billboard R&B/Hip-Hop , bem como o número 3 na Tabela de vendas de músicas digitais da Billboard R&B.  No início de maio, "Before I Let Go" estreou no número 75 na edição de Billboard Hot 100 de 4 de maio de 2019.  Homecoming: The Live Album ultrapassou 500 milhões de transmissões no Spotify a partir de abril de 2020. 

## Lista de faixas
| N.º            | Título                                                             | Duração |  |
| 1.             | "Welcome" (anunciada por Slater Thorpe)                            | 3:16    |  |
| 2.             | "Crazy in Love"                                                    | 2:47    |  |
| 3.             | "Freedom"                                                          | 1:54    |  |
| 4.             | "Lift Every Voice and Sing"                                        | 2:09    |  |
| 5.             | "Formation"                                                        | 4:23    |  |
| 6.             | "So Much Damn Swag" (interlúdio)                                   | 0:59    |  |
| 7.             | "Sorry"                                                            | 6:34    |  |
| 8.             | "Kitty Kat"                                                        | 0:42    |  |
| 9.             | "Bow Down"                                                         | 1:28    |  |
| 10.            | "I Been On"                                                        | 2:40    |  |
| 11.            | "Drunk in Love"                                                    | 4:14    |  |
| 12.            | "Diva"                                                             | 2:46    |  |
| 13.            | "Flawless" / "Feeling Myself"                                      | 3:58    |  |
| 14.            | "Top Off"                                                          | 1:23    |  |
| 15.            | "7/11"                                                             | 3:04    |  |
| 16.            | "Bug a Boo Roll Call" (interlúdio)                                 | 1:58    |  |
| 17.            | "Party"                                                            | 3:48    |  |
| 18.            | "Don't Hurt Yourself"                                              | 4:17    |  |
| 19.            | "I Care"                                                           | 4:09    |  |
| 20.            | "Partition"                                                        | 2:19    |  |
| 21.            | "Yoncé"                                                            | 1:08    |  |
| 22.            | "Mi gente" (com participação de J Balvin)                          | 2:57    |  |
| 23.            | "Baby Boy"                                                         | 1:32    |  |
| 24.            | "You Don't Love Me (No, No, No)"                                   | 1:12    |  |
| 25.            | "Hold Up"                                                          | 0:46    |  |
| 26.            | "Countdown"                                                        | 1:43    |  |
| 27.            | "Check on It"                                                      | 1:16    |  |
| 28.            | "Déjà Vu" (com participação de Jay-Z)                              | 4:50    |  |
| 29.            | "The Bzzzz Drumline" (interlúdio anunciado por Slater Thorpe)      | 3:10    |  |
| 30.            | "Run the World (Girls)"                                            | 3:53    |  |
| 31.            | "Lose My Breath" (com Kelly Rowland e Michelle Williams)           | 1:31    |  |
| 32.            | "Say My Name" (com Kelly Rowland e Michelle Williams)              | 1:52    |  |
| 33.            | "Soldier" (com Kelly Rowland e Michelle Williams)                  | 2:11    |  |
| 34.            | "Get Me Bodied"                                                    | 4:23    |  |
| 35.            | "Single Ladies (Put a Ring on It)"                                 | 3:27    |  |
| 36.            | "Lift Every Voice and Sing - Blue's version" (com Blue Ivy Carter) | 1:42    |  |
| 37.            | "Love on Top"                                                      | 3:47    |  |
| 38.            | "Shinning (Thank You)"                                             | 2:39    |  |
| 39.            | "Before I Let Go" (faixa bônus)                                    | 4:01    |  |
| 40.            | "I Been On" (faixa bônus)                                          | 2:25    |  |
| Duração total: | Duração total:                                                     | 108:57  |  |

## Desempenho nas tabelas musicais
| Tabela musical (2019)                   | Melhor posição |
| --------------------------------------- | -------------- |
| Austrália (ARIA)                        | 18             |
| Áustria (Ö3 Austria Top 40)             | 46             |
| Bélgica (Ultratop Flandres)             | 7              |
| Bélgica (Ultratop Valônia)              | 56             |
| Canadá (Billboard)                      | 7              |
| Dinamarca (Hitlisten)                   | 11             |
| Países Baixos (Dutch Charts)            | 9              |
| Finlândia (Suomen virallinen lista)     | 41             |
| França (SNEP)                           | 34             |
| Alemanha (Offizielle Deutsche Charts)   | 41             |
| Irlanda (IRMA)                          | 20             |
| Itália (FIMI)                           | 52             |
| Nova Zelândia (RMNZ)                    | 22             |
| Noruega (VG-lista)                      | 18             |
| Escócia (Official Scottish Albums)      | 49             |
| Espanha (PROMUSICAE)                    | 88             |
| Suécia (Sverigetopplistan)              | 33             |
| Suíça (Schweizer Hitparade)             | 15             |
| Reino Unido (Official Albums Chart)     | 25             |
| Estados Unidos (Billboard 200)          | 4              |
| Estados Unidos (Top R&B/Hip Hop Albums) | 2              |

| Tabela musical (2019)                 | Posição |
| ------------------------------------- | ------- |
| Belgian Albums (Ultratop Flanders)    | 199     |
| US Billboard 200                      | 155     |
| US Top R&B/Hip-Hop Albums (Billboard) | 64      |

## Lista de referências
1. ↑  «Beyonce releases surprise 'Homecoming' live album as documentary arrives on Netflix». NME Music News, Reviews, Videos, Galleries, Tickets and Blogs | NME.COM (em inglês). 17 de abril de 2019. Consultado em 15 de junho de 2020
2. ↑  Reilly, Claire. «Beyoncé just dropped Homecoming: The Live Album». CNET (em inglês). Consultado em 15 de junho de 2020
3. ↑  «Beyonce releases new Homecoming: The Live Album». Metro (em inglês). 17 de abril de 2019. Consultado em 15 de junho de 2020
4. ↑  Coscarelli, Joe (17 de abril de 2019). «'Homecoming' Documentary Comes With a Surprise: A Beyoncé Live Album». The New York Times (em inglês). ISSN 0362-4331
5. ↑  «Beyoncé just released a new album». The Independent (em inglês). 17 de abril de 2019. Consultado em 15 de junho de 2020
6. ↑  «Beyoncé's historic Coachella performance was one for the ages». EW.com (em inglês). Consultado em 15 de junho de 2020
7. ↑  CNN, Nicole Chavez. «Beyoncé makes history with Coachella performance». CNN. Consultado em 15 de junho de 2020
8. ↑  «Coachella 2018: Beyonce Brings Out JAY-Z and Destiny's Child for Historic Headlining Set». Billboard. 15 de abril de 2018. Consultado em 15 de junho de 2020
9. ↑  «Coachella dubbed 'Beychella' after historic Beyoncé set». NBC News (em inglês). Consultado em 15 de junho de 2020
10. 1 2  Reilly, Claire. «Beyoncé just dropped Homecoming: The Live Album». CNET (em inglês). Consultado em 15 de junho de 2020
11. ↑  Vaglanos, Alanna (4 de janeiro de 2017). «For The First Time Ever, A Black Woman Will Be Headlining Coachella». HuffPost. AOL. Consultado em 21 de abril de 2018
12. ↑  Strauss, Matthew (23 de fevereiro de 2017). «Beyoncé Will Not Perform at Coachella 2017». Pitchfork. Consultado em 21 de abril de 2018
13. ↑  Wood, Mikael (15 de abril de 2018). «Beyoncé's Coachella performance was incredible — and she knew it». Los Angeles Times. Consultado em 15 de abril de 2018
14. 1 2  Kennedy, Gerrick D. (14 de abril de 2018). «After a year's wait, Beyoncé fans brace for the singer's Coachella set». Los Angeles Times. Consultado em 20 de abril de 2018
15. ↑  Exposito, Suzy (15 de abril de 2018). «#Beychella: Beyonce Schools Festivalgoers in Her Triumphant Return». Rolling Stone. Consultado em 15 de abril de 2018
16. ↑  McKenzie, Joi-Marie (15 de abril de 2018). «Beyonce at Coachella: All of the hidden meanings explained». ABC News. Consultado em 15 de abril de 2018
17. ↑  Hudson, Tanay (15 de abril de 2018). «Beyoncé's Coachella Performance Had HBCU Vibes And We Are Loving It». MadameNoire. Consultado em 16 de abril de 2018
18. 1 2  «Homecoming: The Live Album by Beyoncé Reviews and Tracks». Metacritic. Consultado em 24 de abril de 2019
19. 1 2  Yeung, Neil Z. «HOMECOMING: THE LIVE ALBUM – Beyoncé». AllMusic. Consultado em 23 de abril de 2019
20. 1 2  Giacomazzo, Bernadette (23 de abril de 2019). «Review: Beyonce's "Homecoming" Is A Force Of Nature». HipHopDX. Consultado em 23 de abril de 2019
21. ↑  «Lewis Capaldi, Lana Del Rey and more of the best albums of 2019». Irish Examiner. 31 de dezembro de 2019. Consultado em 31 de dezembro de 2019
22. 1 2  Jackson, Danielle (19 de abril de 2019). «Beyoncé: HOMECOMING: THE LIVE ALBUM Album Review». Pitchfork. Consultado em 19 de abril de 2019
23. ↑  Bromfield, Daniel (24 de abril de 2019). «Artist As Pure Ego: Beyoncé's 'Homecoming: The Live Album'». PopMatters. Consultado em 25 de abril de 2019
24. 1 2  Spanos, Brittany (18 de abril de 2019). «Review: Beyonce's Triumphant 'Homecoming'». Rolling Stone. Consultado em 19 de abril de 2019
25. ↑  Kelley, Sonaiya (19 de abril de 2019). «Did Beyoncé just surprise-drop the best live album of all time?». Los Angeles Times. Consultado em 23 de abril de 2019
26. ↑  Caulfield, Keith (21 de abril de 2019). «BTS Scores Third No. 1 Album on Billboard 200 Chart With 'Map of the Soul: Persona'». Billboard. Consultado em 22 de abril de 2019
27. ↑  Caulfield, Keith (28 de abril de 2019). «Billie Eilish's 'When We All Fall Asleep, Where Do We Go?' Returns to No. 1 on Billboard 200 Albums Chart». Billboard. Consultado em 29 de abril de 2019
28. ↑  «Billboard R&B/Hip-Hop Digital Song Sales Chart». Billboard. 27 de abril de 2019. Consultado em 23 de abril de 2019
29. ↑  «Billboard R&B Digital Song Sales Chart». Billboard. 27 de abril de 2019. Consultado em 23 de abril de 2019
30. ↑  «Top 100 Songs». Billboard. 11 de maio de 2019. Consultado em 23 de agosto de 2019
31. ↑  https://twitter.com/chartdata/status/1248224346163810305?s=09
32. ↑  «Beyoncé – Homecoming: The Live Album» Australian-charts.com. Hung Medien.  Consultado em 21 de abril de 2019.
33. ↑  «Beyoncé - Homecoming: The Live Album» (em alemão). Austriancharts.at. Hung Medien.  Consultado em =2 de maio de 2019.
34. ↑  «Beyoncé – Homecoming: The Live Album» (em holandês). Ultratop.be. Hung Medien.  Consultado em 26 de abril de 2019.
35. ↑  «Beyoncé – Homecoming: The Live Album» (em francês). Ultratop.be. Hung Medien.  Consultado em 26 de abril de 2019.
36. ↑  «Beyonce Chart History (Billboard Canadian Albums)» (em inglês). Billboard.  Consultado em 29 de abril de 2019.
37. ↑  «Beyoncé – Homecoming: The Live Album» (em dinamarquês). Danishcharts.dk. Hung Medien.  Consultado em 1 de maio de 2019.
38. ↑  «Beyoncé – Homecoming: The Live Album» (em holandês). Dutchcharts.nl. Hung Medien.  Consultado em 26 de abril de 2019.
39. ↑  «Beyoncé – Homecoming: The Live Album» (em inglês). Finnishcharts.com. Hung Medien.  Consultado em 28 de abril de 2019.
40. ↑  «Beyoncé – Homecoming: The Live Album» (em francês). Lescharts.com. Hung Medien.  Consultado em 28 de abril de 2019.
41. ↑  «Offiziellecharts.de – Beyoncé – Homecoming: The Live Album» (em alemão). GfK Entertainment.  Consultado em 26 de abril de 2019.
42. ↑  «Beyoncé – {{{album}}}» (em inglês). Irish-charts.com. Hung Medien.  Consultado em 27 de abril de 2019.
43. ↑  «Beyoncé – Homecoming: The Live Album» (em inglês). Italiancharts.com. Hung Medien.  Consultado em 30 de abril de 2019.
44. ↑  «Beyoncé – Homecoming: The Live Album» (em inglês). Charts.nz. Hung Medien.  Consultado em 26 de abril de 2019.
45. ↑  «Beyoncé – Homecoming: The Live Album» (em norueguês) Norwegiancharts.com. Hung Medien.  Consultado em 27 de abril de 2019.
46. ↑  «Official Scottish Albums Chart Top 100» (em inglês). Official Charts Company.  Consultado em 20 de abril de 2019.
47. ↑  «Beyoncé – Homecoming: The Live Album» (em inglês). Spanishcharts.com. Hung Medien.  Consultado em 25 de abril de 2019.
48. ↑  «Beyoncé – Homecoming: The Live Album» (em inglês). Swedishcharts.com. Hung Medien.  Consultado em 26 de abril de 2019.
49. ↑  «Beyoncé – Homecoming: The Live Album» (em inglês). Swisscharts.com. Hung Medien.  Consultado em 1 de maio de 2019.
50. ↑  «Official Albums Chart Top 100» (em inglês). Official Charts Company.  Consultado em 27 de abril de 2019.
51. ↑  «Beyonce Chart History (Billboard 200)» (em inglês). Billboard.  Consultado em 1 de maio de 2019.
52. ↑  «Beyonce Album & Song Chart History» (em inglês). Billboard Top R&B/Hip Hop Albums para Beyonce. Prometheus Global Media.  Consultado em 1 de maio de 2019.
53. ↑  «Jaaroverzichten 2019» (em inglês). Ultratop. Consultado em 20 de dezembro de 2019
54. ↑  «Top Billboard 200 Albums – Year-End 2019». Billboard (em inglês). Consultado em 5 de dezembro de 2019
55. ↑  «Top R&B/Hip-Hop Albums – Year-End 2019». Billboard (em inglês). Consultado em 5 de dezembro de 2019